# NGC 5657
NGC 5657 ist eine balkenspiralförmige Radiogalaxie vom Hubble-Typ SBb im Sternbild Bärenhüter und etwa 178 Millionen Lichtjahre von der Milchstraße entfernt. 
Sie wurde am 14. Mai 1866 von Truman Safford entdeckt.